# Пантелеимон (Поворознюк)
Митрополит Пантелеи́мон (в миру — Василий Дмитриевич Поворознюк; род. 24 августа 1973, село Бубновка, Гайсинский район, Винницкая область, УССР) — архиерей Украинской православной церкви (Московского патриархата), митрополит Луганский и Алчевский. Председатель Синодального отдела УПЦ по делам семьи (с 9 июля 2009 года).

## Биография
С 1980 по 1990 года учился в Бубновской средней школе.
С 5 декабря 1991 года — псаломщик в Свято-Троицком храме села Бубновка.
С 1991 по 1993 года служил в Вооружённых Силах Украины. После окончания военной службы вернулся к исполнению обязанностей псаломщика при храме.
В 1994 году поступил в Киевскую духовную семинарию, которую окончил в 1998 году.
С 1998 по 2002 года учился в Киевской духовной академии, которую окончил с учёной степенью кандидата богословия, защитив диссертацию «Церковно-общественная и научно-богословская деятельность Киевских митрополитов в Синодальную эпоху (XVIII столетие)».
17 июня 2002 года был принят в число братии Свято-Успенской Киево-Печерской лавры.
11 июля 2002 года наместником Лавры архиепископом Вышгородским Павлом (Лебедем) был пострижен в рясофор с именем Филипп, в честь святого апостола Филиппа.
12 июля 2002 года наместником монастыря был рукоположён в сан диакона.
4 апреля 2003 года в Ближних пещерах Киево-Печерской лавры архиепископом Павлом был пострижен в мантию с именем Пантелеимон, в честь святого великомученика и целителя Пантелеимона.
12 июля 2003 года Блаженнейшим Владимиром, митрополитом Киевским и всея Украины, рукоположён в сан иеромонаха.
23 ноября 2004 года возведён в сан игумена.
С марта 2005 по июнь 2007 года нёс послушание помощника благочинного лавры.
11 июня 2007 года Блаженнейшим митрополитом Владимиром (Сабоданом) был назначен благочинным монастыря.
28 августа 2007 года возведён в сан архимандрита.

### Архиерейство
23 сентября 2008 года на заседании Священного Синода Украинской православной церкви принято решение рукоположить архимандрита Пантелеимона (Поворознюка) во епископа Васильковского, викария Киевской митрополии.
Архиерейская хиротония состоялась 24 сентября 2008 года, в день праздника Зимненской иконы Божией Матери, за Божественной литургией в Свято-Успенском Святогорском Зимненском ставропигиальном женском монастыре, которую возглавил митрополит Киевский и всея Украины Владимир.
9 июля 2009 года решением Священного Синода УПЦ назначен председателем нового Синодального отдела УПЦ по делам семьи.
На состоявшемся в Киеве 23 декабря 2010 года заседании Священного Синода Украинской Православной Церкви епископу Васильковскому Пантелеимону, викарию Киевской митрополии, поручено управление новообразованным Переяслав-Хмельницким викариатством Киевской митрополии.
C 14 июня 2011 года — наместник Свято-Кирилловского монастыря в Киеве.
20 декабря 2012 года назначен епископом Северодонецким и Старобельским с освобождением от должности наместника Кирилловского мужского монастыря города Киева.
5 января 2013 года назначен епископом Ровеньковским и Свердловским.
17 августа 2015 года возведён в сан архиепископа, а 25 июня 2019 года — в сан митрополита.
19 июня 2021 года назначен временно управляющим Луганской епархией в связи с кончиной митрополита Митрофана (Юрчука). 17 августа 2021 года перемещён с Ровеньской на Луганскую епархию. В 2022 году принял участие в церемонии объявления аннексии оккупированных украинских территорий.

## Награды
- Орден Преподобного Серафима Саровского III степени (24 августа 2023) — во внимание к трудам и по случаю 50-летия со дня рождения[10]

## Санкции
12 декабря 2022 года, на фоне вторжения России на Украину, внесён в санкционный список Украины против иерархов УПЦ «за пособничество и оправдание российской агрессии против Украины, а также продвижение идей "русского мира" в стране». Санкции предусматривают заморозку активов и запрет на ведение коммерческой деятельности сроком на пять лет. По данным СБУ, фигуранты санкционного списка согласились на сотрудничество с оккупационными российскими властями, продвигают пророссийские нарративы, оправдывают военную агрессию России в Украине. Ранее, в июле 2022 года, как «поддержавший агрессию России против Украины», был внесён ФБК в список разжигателей войны, состоящий из лиц, которые «используют свои религиозные организации для пропаганды агрессии и массового убийства», с предложением введения против него международных санкций.